# Hallamölla
Hallamölla is de grootste waterval in het Zweedse landschap Skåne en de provincie Skåne län met een watervalhoogte van 23 meter. De waterval ligt in de rivier Verkeån in de gemeente Tomelilla ongeveer 6 km ten zuiden van Brösarp en 2,5 km ten noordwesten van Eljaröd. De waterval ligt aan de oostelijke kant van de bergkam Linderödsåsen.
De waterval werd sinds de 15e eeuw tot eind 1948 door een watermolen gebruikt, die ook de naam aan de waterval gaf. 

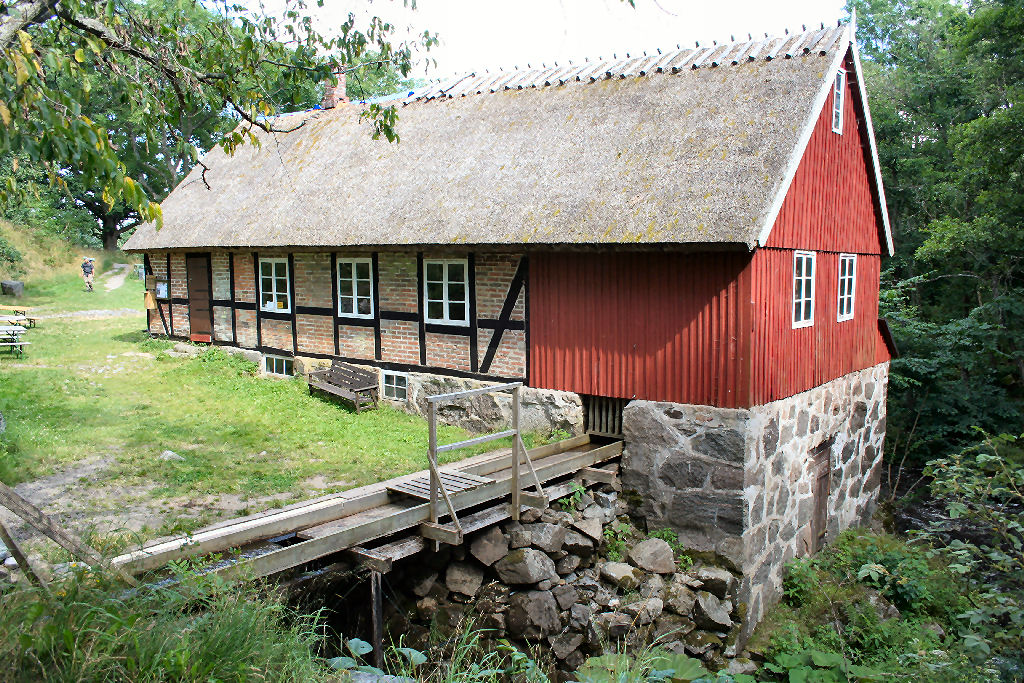
watermolen

Tomelilla · Brösarp · Onslunda · Smedstorp · Lunnarp · Spjutstorp · Eljaröd · Ramsåsa · Benestad · Andrarum